# 博萊訥岩
博萊訥岩（英語：Bollene Rocks），是南極洲的岩石，位於毛德皇后地的朗希爾德公主海岸，處於布萊克斯科爾塔內岩以西，現時由南極條約體系管理。

## 外部連結
- 本条目引用的公有领域材料来自美国地质调查局的文档《博萊訥岩》 （資料來自地名信息系统）。

72°15′S 27°14′E / 72.250°S 27.233°E